# فريدريك نيلسن
فريدريك نيلسن (بالدنماركية: Frederik Løchte Nielsen)‏ مواليد 27 أغسطس 1983 في الدنمارك، هو لاعب كرة مضرب دانمركي بدأ مسيرته كمحترف سنة 2001 يلعب باليد اليمنى ويحتل حالياً المرتبة رقم. 422 (1 فبراير 2016) في تصنيف رابطة محترفي كرة المضرب. هو أحد أبطال الجراند سلام. أعلى تصنيف له في الفردي كان المركز الـ 190 في سنة 2011.

## بطولات حققها
- بطولة ويمبلدون

## النهائيات

### الجراند سلام: 1 (1–0)
| الحصيلة | السنة | البطولة  | الأرضية | الشريك        | المنافس                     | النتيجة                           |
| ------- | ----- | -------- | ------- | ------------- | --------------------------- | --------------------------------- |
| الفوز   | 2012  | ويمبلدون | عشبية   | جوناثان ماراي | روبرت ليندستيدت هوريا تيكاو | 4–6, 6–4, 7–6(7–5), 6–7(5–7), 6–3 |

## الخط الزمني للزوجي
مفتاح
| ف | ن | ن.ن | ر.ن | د# | د.م | ل | أ.أ | ت | غ | ب | ف | ذ | م.خ | ل.ت |

(ف) فاز بالبطولة (ن) وصل النهائي (ن.ن) نصف النهائي (ر.ن) ربع النهائي (د#) الأدوار الأربعة الأولى (د.م) دور المجموعات (ل) شارك في كأس ديفيز (أ.أ) خرج من الأدوار الاولى (ت) خسر التصفيات التأهيلية (غ) غاب عن الحدث أو البطولة (ب) حصل على ميدالية برونزية (ف) حصل على ميدالية فضية (ذ) حصل على ميدالية ذهبية (م.خ) بطولة الماسترز خُفضت إلى مرتبة أقل (ل.ت) البطولة لم تعقد في السنة المعينة.
لتجنب الارتباك وازدواجية الحساب، يتم تحديث هذه المعلومات إما في نهاية البطولة، أو عندما تكون مشاركة اللاعب في البطولة قد انتهت.
| الدورة                        | 2012 | 2012 | 2013 | 2014 | 2015 | 2016 | ف-خ   |
| ----------------------------- | ---- | ---- | ---- | ---- | ---- | ---- | ----- |
| دورات الجراند سلام            |      |      |      |      |      |      |       |
| بطولة أستراليا المفتوحة للتنس | غ    | د1   | د1   | د2   | غ    | غ    | 1–3   |
| دورة رولان غاروس الدولية      | غ    | غ    | د2   | د1   | غ    |      | 1–2   |
| ويمبلدون                      | Q1   | ف    | د2   | د2   | د3   |      | 10–3  |
| أمريكا المفتوحة               | غ    | د2   | د2   | غ    | غ    |      | 2–2   |
| فوز-خسارة                     | 0–0  | 7–2  | 3–4  | 2–3  | 2–1  | 0–0  | 14–10 |

## روابط خارجية
- فريدريك نيلسن على موقع رابطة محترفي التنس (الإنجليزية)
- فريدريك نيلسن على موقع الاتحاد الدولي لكرة المضرب (الإنجليزية)
- فريدريك نيلسن على موقع كأس ديفيز (الإنجليزية)
- فريدريك نيلسن على موقع خلاصة التنس.كوم (الإنجليزية)
- فريدريك نيلسن على موقع إي إس بي إن.كوم (الإنجليزية)